# Trichophyton mentagrophytes
Trichophyton mentagrophytes es un complejo de hongos dermatofitos que provoca micosis superficiales. Charles Ph. Robin lo identificó por primera vez en 1847. Este agente provoca dermatofitosis en animales.

## Variedades
En base a estudios moleculares la especie T. mentagrophytes es sinónimo exclusivamente de la subespecie  T. mentagrophytes var. quinckeanum. Las variedades antropofílicas var. mentagrophytes y var. granulosum  se denominan T. interdigitale.

## Morfología
Las variedades de T. mentagrophytes de forma general presentan colonias de color blanco, con textura algodonosas, elevadas y de crecimiento rápido, en el reverso presentan pigmentos con tonalidades entre amarillo y marrón. A nivel microscópico presentan microconidias en forma de perla, lágrima o alargadas. Estas microconidias pueden disponerse a lo largo de las hifas y formar estructuras llamadas acladium.

## Identificación molecular
Con la diferenciación morfológica de colonias y de estructuras microscópicas entre cepas de T.mentagrophytes es difícil diferenciar cepas de T.interdigitale y T. mentagrophytes, por lo cual se pueden utilizar métodos moleculares para la identificación a nivel de especie.